# Микромата зеленоватая
Микромата зеленоватая (лат. Micrommata virescens) — вид пауков из семейства пауков-спарассид (Sparassidae), распространённый в Палеарктике. Его защитная зелёная окраска объясняется присутствием билана микроматабилина и его водорастворимых производных в гемолимфе, тканевой жидкости и желтке ооцитов.

## Описание
Самцы достигают длины от 8 до 10 мм, самки — от 12 до 15 мм. Головогрудь и ноги обоих полов яркого травянисто-зелёного цвета, также брюшко самки. У самца на брюшке имеется длинная красная полоса, к которой примыкают две жёлтые полосы. Далее по бокам следуют ещё две красные полосы.
Сперва детёныши также зелёного цвета, однако, перед зимовкой их окраска приобретает жёлто-коричневый, немного зеленоватый цвет с красноватыми крапинами, которые местами образуют полосатый рисунок.
Продолжительность жизни пауков составляет примерно 18 месяцев.

## Распространение
Микромата зеленоватая широко распространена в Палеарктике, прежде всего, на юге — Кавказе, Китае, юге Сибири и Дальнего Востока, Украине. Это теплолюбивое животное обитает в светлых лиственных лесах, на опушке леса или на поросшем кустарником сухом газоне.

## Образ жизни
Паук охотится днём, поджидая свою добычу в траве или кустах. Сеть из паутины не строит.
Взрослых животных можно встретить преимущественно в мае и июне, самка уединяется уже в августе. Спаривание происходит также, как у пауков-волков. Самец взбирается на самку спереди, наклоняется вниз в сторону и вводит цимбиум. Хотя членик вводится однократно, сам процесс спаривания может продолжаться несколько часов. Затем самка строит из связанных паутиной листьев гнездо, которое прикрепляет чаще над землёй и охраняет до момента появления потомства. Яйца также зелёные.

## Галерея
- Самка M. virescens
- M. virescens в естественной среде
- Самец M. virescens на гравийной дорожке
- M. virescens на газете
- Micrommata virescens